# 亘理城
亘理城（わたりじょう）は、陸奥国亘理郡（宮城県亘理郡亘理町）にあった日本の城。地形が牛の臥せた形に似ていることから臥牛城ともいわれる。また、江戸時代は亘理要害と呼ばれた。

## 沿革
伊達稙宗の十二男で亘理氏に養子に入った亘理元宗が築き、亘理氏の居城を小堤城（現在の大雄寺付近）から移した。
亘理重宗が天正19年（1591年）、涌谷城に移った後、片倉景綱が城主となった。
慶長7年（1602年）、片倉景綱は白石城に移り、伊達成実が城主となった。成実は亘理城を改修し、城下町の建設に着手した。
一国一城令の後、亘理城は亘理要害といわれるようになった。
幕末まで亘理伊達氏が城主として亘理郡と宇多郡の一部を治めた。
明治元年（1868年）、戊辰戦争に敗れた仙台藩の降伏式はこの地で行われた。明治3年（1870年）、亘理伊達氏の北海道移住に伴い建物などは払い下げることになった。
本丸跡に亘理の基礎を築いた伊達成実を祭神とする亘理神社が建立され、遺構としては、本丸南側に内堀跡が残り、旧舘公園になっている。